# Roussel R-30
 (août 2020).
Si vous disposez d'ouvrages ou d'articles de référence ou si vous connaissez des sites web de qualité traitant du thème abordé ici, merci de compléter l'article en donnant les références utiles à sa vérifiabilité et en les liant à la section « Notes et références ».
Le Roussel R-30 était un chasseur-bombardier, un chasseur basé sur le Bloch MB.151C.1.

## Histoire
En automne 1938, Jean Roussel — frère de Maurice Roussel concepteur du MB 151 — lance sur fonds propres la conception d'un chasseur-bombardier léger, le Roussel 30, cependant il ne répond à aucun programme officiel et l'Armée de l'Air ne disposait aucune doctrine d'emploi pour cet avion.
L'avion fût fabriqué dans l'atelier de J. Roussel à Courbevoie en Île-de-France, il vola pour la première fois à Étampes en avril 1939. Ce premier vol démontre les qualités de l'appareil, qui atteint une vitesse maximale de 520 km/h. Il est ensuite confié au CEMA (Centre d'Essai du Matériel Aérien) pour poursuivre des essais officiels.
Il est envisagé de le remotoriser Gnome et Rhône 14M de 800ch, mais en raison de l'avancée allemande, l'avion fut démonté, transféré et stocké dans un hangar à Bordeaux, il fut détruit par un incendie.

## Caractéristiques
L'avion ne pouvait embarquer qu'une seule personne.
Deux canons Oerlikon AS qui remplace Hispano-Suiza HS-404 de 20mm.

## Sources
1. 1 2 3 4 5  Christian-Jacques Ehrengardt, ENCYCLOPÉDIE DES AVIONS DE CHASSE FRANÇAIS 1939-1942, Caraktère, 2018, 176 p. (ISBN 978-2-916403-15-1), p. 164
2. ↑  Bruno Parmentier, « Roussel R-30 », sur www.aviafrance.com, 23 septembre 2002 (consulté le 27 août 2020)